# 도곤어파
도곤어파(영어: Dogon languages)는 말리의 도곤인들이 사용하는 언어들이 이루는 어족이다. 일반적으로 니제르콩고어족에 속한다고 여겨진다. 십여 개의 언어가 속하며 화자 수는 총 60만 명 정도이다. 도곤어파 언어는 모두 성조 언어로 대부분은 도굴 도곤어처럼 2개의 성조를 지니며 일부는 돈노 소 도곤어처럼 3개의 성조를 지녔다. 기본 어순은 SOV형이다.

## 분류
도곤어파 언어들이 니제르콩고어족에 속한다는 증거는 미약하며, 만약 니제르콩고어족에 속한다 해도 그 안에서 도곤어파의 위치는 불명확하다. 오늘날에는 도곤어파가 니제르콩고어족의 독립된 어파라는 주장이 선호되고, 그 밖에도 구르어군이나 만데어파에 포함된다는 주장을 비롯해 다양한 주장이 제기되었다. 도곤어파에는 니제르콩고어족 대부분 언어의 특징인 명사 부류 체계가 없으므로 언어학자들은 도곤어파가 니제르콩고어족 내에서 아주 일찍 갈라져 나왔다고 여긴다.
로저 블렌치는 다음과 같이 평했다.
 Dogon is both lexically and structurally very different from most other [Niger–Congo] families. It lacks the noun-classes usually regarded as typical of Niger–Congo and has a word order (SOV) that resembles Mande and Ịjọ, but not the other branches. The system of verbal inflections, resembling French is quite unlike any surrounding languages. As a consequence, the ancestor of Dogon is likely to have diverged very early, although the present-day languages probably reflect an origin some 3–4000 years ago. Dogon languages are territorially coherent, suggesting that, despite local migration histories, the Dogon have been in this area of Mali from their origin.

 
도곤어는 다른 대부분의 [니제르콩고어족] 어파들과 어휘적·구조적으로 매우 다르다. 도곤어에는 니제르콩고어족의 전형적인 특징으로 여겨지는 명사 부류가 없으며, 만데어파 및 이조어파와 비슷하지만 다른 어파와는 다른 (SOV) 어순을 지녔다. 프랑스어와 유사한 동사 굴절 체계는 주변의 어떤 언어와도 사뭇 다르다. 따라서 도곤어의 조상은 매우 이른 시기에 갈라져 나왔을 것으로 짐작되나, 현대 언어들은 약 3-4000년 전의 조상으로부터 기원한 듯하다. 도곤 언어들은 연속적인 영토를 점하고 있으며, 이는 국지적 이주의 역사에도 불구하고 도곤족이 조상 대대로 말리의 해당 지역에서 살아왔음을 암시한다.

그는 또 다음과 같이 말했다.
 Dogon is certainly a well-founded and coherent group. But it has no characteristic Niger–Congo features (noun-classes, verbal extensions, labial-velars) and very few lexical cognates. It could equally well be an independent language family.

 
도곤어파는 분명 잘 확립되었고 통일성 있는 분기군이다. 그러나 니제르콩고어족의 특질(명사 부류, 동사 확장, 양순연구개음)을 전혀 지니지 않았으며 동근 어휘의 수도 매우 적다. 따라서 별개의 어족일 가능성도 얼마든지 있다.

밤바라어와 풀라어는 도곤어파와의 문화적·지리적 가까움으로 인해 도곤어파 언어들에 상당한 영향을 끼쳤다.

## 언어
도곤족은 자신들을 단일한 민족 집단으로 여기지만, 서로 사용하는 언어가 다르다는 사실을 인정한다. 도곤족의 세계관에서 세계에 존재하는 열두 개 언어 중 여섯 개가 도곤어파 언어이다. (나머지는 풀풀데어, 모레어, 밤바라어, 보조어, 타마셰크어이다.) 도곤족은 잠사이 도곤어를 도곤어의 원조로 여긴다. 그러나 도곤족은 “심지어 같은 마을의 일부분이나 때로는 개인 사이에 존재하는 수많은 사소한 (언어적) 차이를 인식하고 있으며, 이 차이를 보존하려 노력한다.”(Hochstetler 2004:18)
가장 많이 연구된 도곤 언어는 반디아가라 절벽 지방의 언어인 토로 소 도곤어(Tɔrɔ sɔɔ)이다. 그렇게 된 이유는 마르셀 그리올이 말리의 상하 지방에서 수행한 연구와 말리의 13개 국가 공용어 중 하나로 지정된 사실 덕분이다. 토로 소 도곤어는 다른 절벽도곤어군 방언들과 상호 의사 소통이 가능하다. 토로 소 도곤어와 상호 의사 소통이 불가능한 평원도군어군 언어들(테네 카, 토모 카, 잠사이 도곤어)은 더 많은 화자를 보유하고 있으며, 언어학적으로 가장 보수적인 방언은 잠사이 도곤어와 톰모 소 도곤어이다.
도곤어파의 여러 방언들을 처음으로 분류한 학자는 칼람그리올(Calame-Griaule)로 보인다. Calame-Griaule (1956)의 분류는 다음과 같다. 그 이후 새롭게 발견된 언어나(가깝게는 2005년에도 새로운 도곤 언어가 발견되었다) 상호 의사 소통이 가능한 방언들은 따로 나타냈다(예컨대 Hochstetler는 절벽도곤어군 언어들이 상호 의사 소통 가능함을 확인하였다). 표준어 지위를 가진 두 언어는 별표(*)로 나타냈다.
- 평원도곤어군: 잠사이,* 토로 테구, 서부 평원 도곤어 (방언: 토고 캉(Togo kã), 텡구 캉(Tengu kã), 토모 캉(Tomo kã))
- 절벽도곤어군(Escarpment Dogon) (방언: 토로 소(Tɔrɔ sɔɔ)*, 톰모 소(Tɔmmɔ sɔɔ), 돈노 소(Donno sɔ, 또는 Kamma sɔ))
- 서부도곤어군: 둘레리(Duleri), 몸보(Mombo), 암파리·페낭게(Ampari–Penange); 부두(Budu)
- 북부고원도곤어군: 본둠(Bondum), 도굴(Dogul)
- 얀다 도곤어
- 낭아도곤어군: 낭아, 반칸 테이(Bankan Tey, 또는 Walo), 벤 테이(Ben Tey)
- 테불 도곤어

Douyon and Blench (2005)는 추가로 다음과 같은 방언이 있다고 보고하였다. 아직까지 미분류 상태이다.
- 아나 도곤어.

블렌치는 명사에 붙는 복수 접미사로 보아 부두 도곤어는 몸보 도곤어와 가장 가까운 듯하다고 지적하였고, 따라서 위에는 잠정적으로 서부도곤어군에 속하는 것으로 나타냈다. 또한 그는 왈로·쿰베 도곤어가 어휘적으로 낭아 도곤어와 유사하다고 지적하였고 Hochstetler는 실제로 낭아 도곤어와 같은 언어일 수 있다고 의심한다. 두 언어 사이의 유사성은 얀다 도곤어와도 공통되는 특징일 수 있다. 이 언어들에 관해서는 모두 알려진 바가 거의 없다.

## 도곤어 이전의 언어
방기메어(또는 방게리메어라고도 함)은 과거에 도곤어파의 이질적인 일원으로 여겨졌으나, 지금은 도곤어파가 아님이 드러났으며 고립어일 가능성이 있다(Blench 2005b). 블렌치는 방기메어가 도곤어 이전에 그 지역에 존재했던 언어들의 흔적이라고 생각한다. 도곤족은 이 지역에 수천 년 동안 살아온 것으로 보인다.
또한 Blench (2015)는 도곤어파에 나일사하라어족 기층 언어가 존재할지도 모른다고 주장했다. 이 기층 언어는 현재는 사멸한 나일사하라어족의 어파일 것이며 블렌치는 이를 “고원(Plateau)”어파라 부른다.

## 참고 문헌
- Bendor-Samuel, John & Olsen, Elizabeth J. & White, Ann R. (1989) 'Dogon', in Bendor-Samuel & Rhonda L. Hartell (eds.) The Niger–Congo languages: A classification and description of Africa's largest language family (pp. 169–177). Lanham, Maryland: University Press of America.
- Bertho, J. (1953) 'La place des dialectes dogon de la falaise de Bandiagara parmi les autres groupes linguistiques de la zone soudanaise,' Bulletin de l'IFAN, 15, 405–441.
- Blench, Roger (2005a). “A survey of Dogon languages in Mali: Overview”. 《OGMIOS: Newsletter of Foundation for Endangered Languages》 3.02 (26): 14–15. 2011년 6월 30일에 확인함..
- Blench, Roger (2005b) 'Baŋgi me, a language of unknown affiliation in Northern Mali', OGMIOS: Newsletter of Foundation for Endangered Languages, 3.02 (#26), 15-16. (report with wordlist)
- Calame-Griaule, Geneviève (1956) Les dialectes Dogon. Africa, 26 (1), 62-72.
- Calame-Griaule, Geneviève (1968) Dictionnaire Dogon Dialecte tɔrɔ: Langue et Civilisation. Paris: Klincksieck: Paris.
- Heath, Jeffrey (2008) A grammar of Jamsay. Berlin/New York: Mouton de Gruyter.
- Hochstetler, J. Lee; Durieux, J.A.; E.I.K. Durieux-Boon (2004). 《Sociolinguistic Survey of the Dogon Language Area》 (PDF). SIL International. 2011년 6월 30일에 확인함.
- Plungian, Vladimir Aleksandrovič (1995) Dogon (Languages of the world materials vol. 64). München: LINCOM Europa
- Williamson, Kay & Blench, Roger (2000) 'Niger–Congo', in Heine, Bernd and Nurse, Derek (eds) African Languages – An Introduction. Cambridge: Cambridge University press, pp. 11–42.